# 阿尔费斯
阿尔费斯，是西班牙加泰罗尼亚莱里达省的一个市镇。 总面积32平方公里，总人口328人（001年），人口密度10人/平方公里。